# Dirk Williams
Dirk Stethan Williams jr. (Homewood, 24 agosto 1994) è un cestista statunitense.